# Adolf Burger

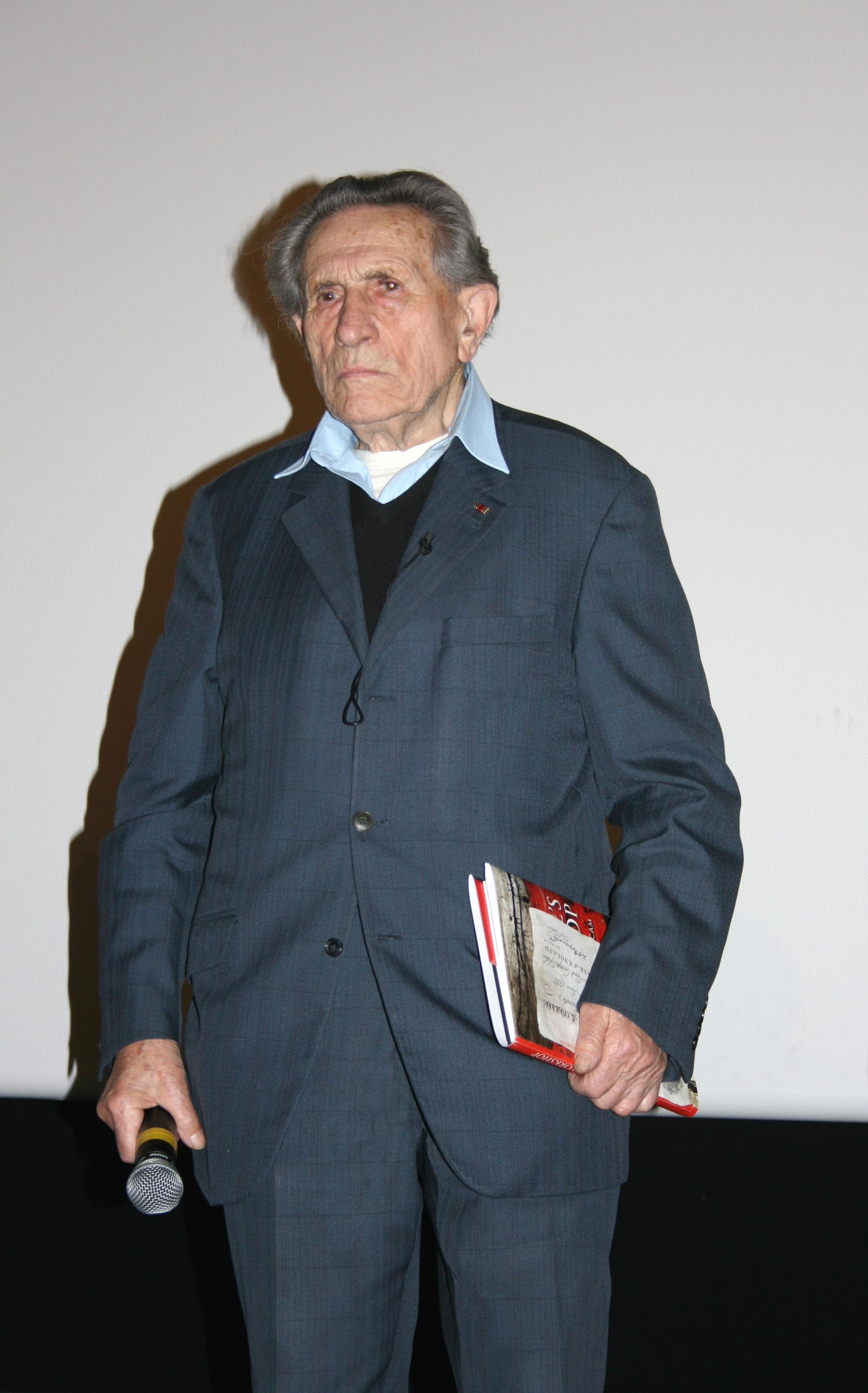
Adolf Burger em 2008

Adolf Burger (Veľká Lomnica, 12 de agosto de 1917 - Praga, 6 de dezembro de 2016) foi um tipógrafo e falsificador eslovaco.

## Biografia
Nasceu em 1917 na região de Kežmarok, na Eslováquia, em uma família de judeus. Após a morte do pai, mudou-se com a sua mãe e os irmãos para Poprad e iniciou o ofício de tipógrafo aos 14 anos de idade, trabalhando numa pequena oficina de impressos.
Com a ascensão de Adolf Hitler e o alinhamento do governo eslovaco com a Alemanha nazista, Burger juntou-se a resistência local durante a Segunda Guerra Mundial e começou a produzir certificados de batismo falsos para transformar judeus em católicos e assim, evitar que estes fossem deportados para campos de concentração dentro da Alemanha. Estas atividades foram descobertas e no dia 11 de agosto de 1942 ele foi preso e enviado para o campo de concentração de Auschwitz. 
Por suas habilidades, em abril de 1944 foi transferido para o campo de concentração de Sachsenhausen e passou a fazer parte da Operação Bernhard, quando os nazistas juntaram vários falsificadores e montaram uma oficina para a produção de dinheiro e documentos falsos. Com o dinheiro, os alemães tinham o objetivo de fazer um derrame de notas falsas pela Europa e arruinar a economia dos Aliados, enquanto que os documentos eram para os espiões nazistas que atuavam pelo mundo.
Com o avanço das tropas russas, a operação Bernhard foi transferida para o campo de concentração de Mauthausen, onde os falsificadores passariam a produzir o Dólar americano. Com o exército dos Estados Unidos próximo das instalações do campo, ocasionando um relaxamento na segurança do local, Burger conseguiu fugir e no dia 6 de maio de 1945 foi libertado pelas forças dos Estados Unidos.
Nos anos seguintes a guerra, estabeleceu residencia em Praga e trabalhou em estaleiros, como diretor de empresa de táxi e funcionário público municipal.

## Livro de memórias e filmes
Como a "Operação Bernhard" é considerada a maior atividade de falsificação já realizada no mundo, Adolf Burger começou a escrever suas memórias na década de 1970 e foram publicadas em 1983 com o título de "The Commando of Counterfeiters" ("Komando padělatelů" é o título original).
No início da década de 2000, o diretor Stefan Ruzowitzky adaptou o livro para o cinema e produziu o filme Die Fälscher, lançado em 2007 e vencedor do Óscar de melhor filme estrangeiro de 2008.
Em 2016, a sua história e a de seus companheiros falsificadores, vividos durante a Operação Bernhard, foi contada no documentário Taking the Stand: We Have More to Say.